# Kiana Tom
Kiana Tom (Maui, Hawái, 14 de marzo de 1965) es una conductora de televisión, experta en el fitness, actriz y empresaria estadounidense.

## Biografía
Kiana Tom es parte hawaiana, china e irlandesa. Su nombre significa en hawaiano "aguas tranquilas" o "diosa de la luna".
Fue la conductora y fundadora de la serie de fitness Kiana's Flex Appeal, en ESPN. Es autora del libro Kiana's Body Sculpting.(St. Martin's Press, Nueva York), ganador de la United States Sports Academy Award. Ella fue entrevistada en nombre del Consejo Presidencial sobre la Aptitud Física y Deportes. Fue animadora en la inauguración de los X Games Newport en RI. Fue tapa de la revista Shape Magazine y también fue animadora para los Oakland Raiders.
En 1995, Kiana Tom creó, organizó y co-produjo su serie de fitness Kiana's Flex Appeal, con el propósito de mejorar el estilo de vida, la salud y programar de acondicionamiento físico; este programa también fue emitido por ESPN. Kiana Tom escribió numerosas rutinas de ejercicio y creó los segmentos: hogar gimnasio, gimnasio profesional, la formación de destino y agua de formación flexible. El programa terminó en 2001.
ESPN ha optado por desarrollar otros programas con Kiana Tom, incluyendo Kiana's Too Fit 2 Quit, Summer Sizzle with Kiana y Hot Summer Nights with Kiana.
En mayo de 2002, Kiana posó desnuda para la revista Playboy. De acuerdo con una entrevista, era tan perfeccionista que tuvo que esperar el momento de su carrera cuando sintió que su cuerpo estaba en la mejor forma para las fotos. También había empezado a recibir cartas de amenaza, debido a su estatus de celebridad y se vio obligada a llamar al FBI. Se dan mayores detalles al afirmar que nunca abre la puerta a extraños, nunca da su dirección y utiliza un nombre diferente al registrarse en un hotel.
Desde entonces, Kiana Tom ha sido anfitriona del Super Bowl Nightlife, de la cadena ABC, conductora y reportera para el espectáculo de deportes extremos X Games, Extreme Energy, Fitness America Pageant Series, Blade Warriors, King of the Mountain, además de reportera para Turner Broadcasting. También hizo apariciones especiales en The Drew Carey Show, Family Law y para Eminem apareciendo en un cameo para el vídeo de la canción "Without Me", el cual ganó los MTV Video Music Awards al mejor video, mejor video masculino y mejor dirección (para Joseph Kahn). También ganó el Premio Grammy al mejor video musical versión corta en 2003. Kiana co-protagonizó su primera película, Universal Soldier: The Return (Soldado Universal: El retorno), con Jean Claude Van Damme. De acuerdo con la crítica de The New York Times con fecha de agosto de 1999, la presencia de Tom mejoró el aspecto físico de la película.
En 2009, Kiana Tom, ahora madre de dos hijos, estaba trabajando en un nuevo espectáculo, FitMomTV.

## Vida privada
Kiana Tom se casó en marzo de 2002 con Dennis, capitán de un Departamento de Bomberos. Ambos tienen dos hijas.
Su padre, Layne Tom Jr., fue un actor que interpretó a varios niños (incluyendo a Charlie Chan Jr.) en películas de Charlie Chan y fue el muchacho Ranger en Asia en la película Mr. Smith Goes to Washington.